# Tutuila

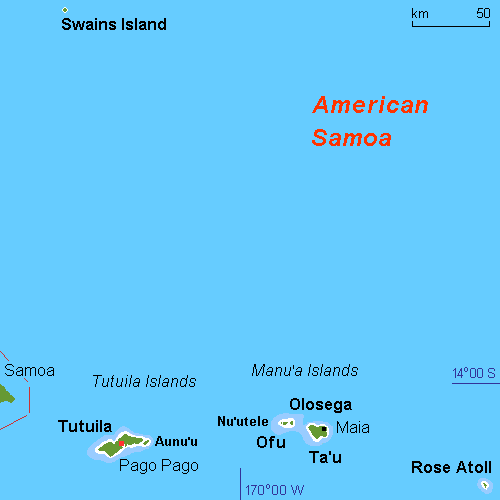
Lägeskarta

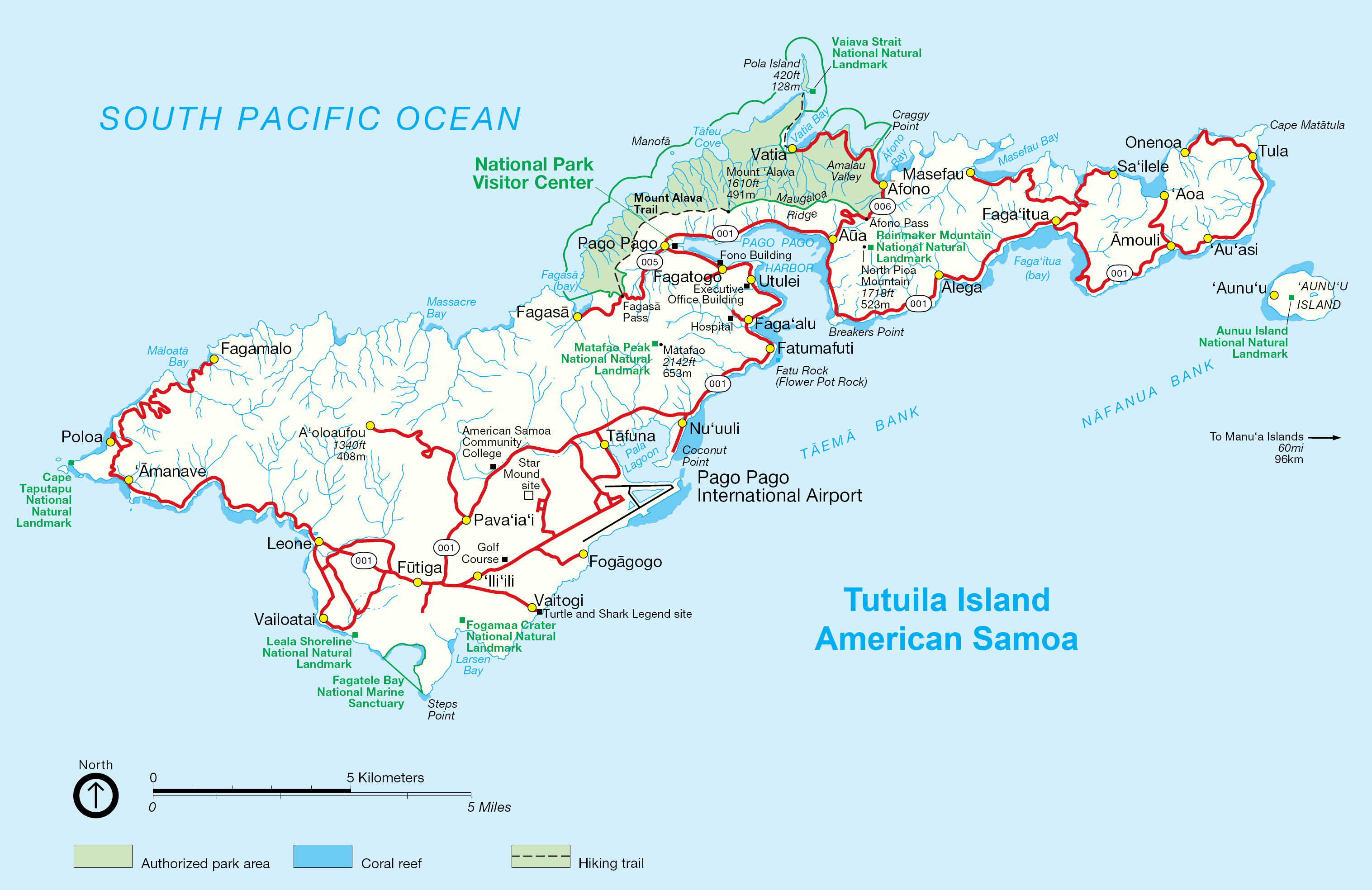
Karta över Tutuila

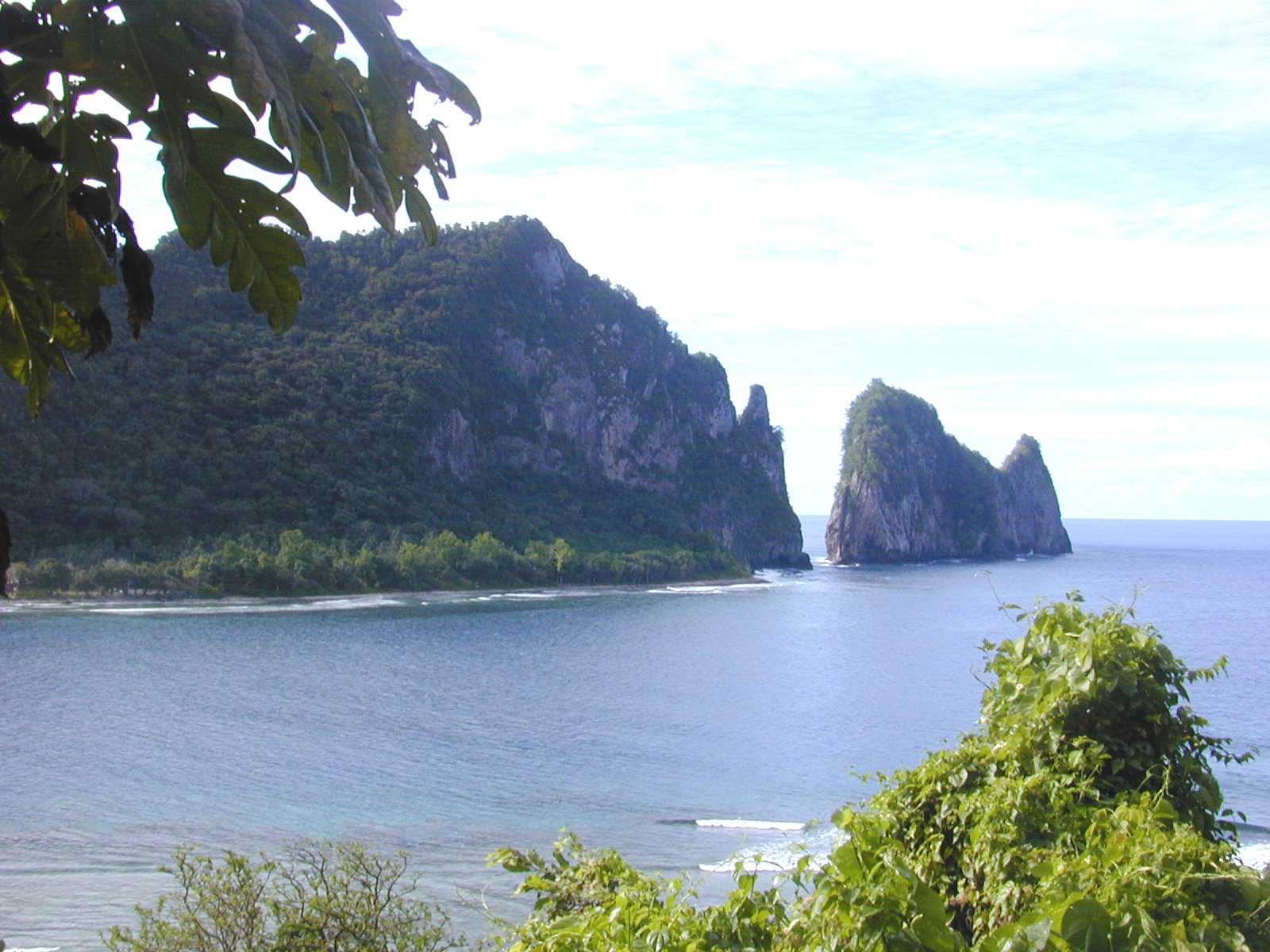
Tutuila med Pola Island i bakgrunden

Tutuila (engelska Tutuila Island, samoanska O Tutuila) är huvudön i Amerikanska Samoa. i södra Stilla havet.

## Geografi
Tutuila ligger cirka 70 km sydöst om Upolu och är även huvudön bland Tutuilaöarna.
Ön är av vulkaniskt ursprung och har en areal om ca 135,3 km² med en längd på cirka 31 km och mellan 2 och 11 km bred. Det är den största ön i Amerikanska Samoa (1) och omges av en rad småöar där Aunu'u utanför den nordöstra kusten är den största.
Den högsta höjden är Matafao Mountain på ca 653 m ö.h. (2) på öns mellersta del ca 3 km söder om Pago Pago. Öns östra del är bergig medan den sydvästra delen utgörs av lågland och är den mest befolkade delen.
Befolkningen uppgår till ca 55.400 invånare (3) där de flesta bor i huvudorten Pago Pago på öns norra del och en rad byar främst på den södra delen. Förvaltningsmässigt är ön delad i 2 distrikt Eastern District och Western District och uppdelad i 9 "counties" (län).
Öns flygplats Pago Pago (Pago Pago International Airport, flygplatskod "PPG") ligger på Tutuilas sydvästra del och har kapacitet för internationellt flyg. Den stora viken Pago Pago Harbor (även Pago Bay) anses vara en av de bästa naturhamnarna i Stilla havet.

## Historia
Samoaöarna beboddes av polynesier sedan 1000-talet f.kr..
Den nederländske upptäcktsresanden Jacob Roggeveen blev den 13 juni 1722 den förste europé att besöka Samoaöarna efter att ha siktat Roseatollen (2). Därefter siktades flera av Samoaöarna där han då namngav ön "Thienhoven Eylandt" (3) efter ett av sina fartyg.
Den 2 mars 1872 undertecknade USA genom Commander Richard Meade ett fördrag med lokalbefolkningen där USA garanterades "U.S. Naval station Tutuila", en kolpåfyllningsstation och reparationsbas i Pago Pago. Den 17 juli 1911 byter stationen namn till "American Samoa" (4).
Den 13 februari 1878 tecknades sedan ett vänskapsavtal mellan USA och Tutuila.
Den 25 mars 1891 besökter författaren Robert Louis Stevenson Tutuila (5).
Den 17 april 1900 övergår Tutuilaöarna formellt till USA:s förvaltning efter Samoaöarnas delning genom Berlinfördraget.
Tutuila förvaltades av den amerikanska flottan (US Navy) från den 17 februari 1900 till den 29 juni 1951 då förvaltningen övergick till det amerikanska inrikesdepartementet (US Department of the Interior).
Den 31 oktober 1988 inrättades American Samoa nationalpark som omfattar de norra delarna av Tutuila samt områden på Ofu och Ta'u.